# 小行星3692
小行星3692（英語：3692 Rickman）是一颗围绕太阳公转的小行星。1982年4月25日，愛德華·鮑威爾在可可尼诺县发现了此天体。
这颗小行星的绝对星等为9.933598123441824等。